# Plan Delta

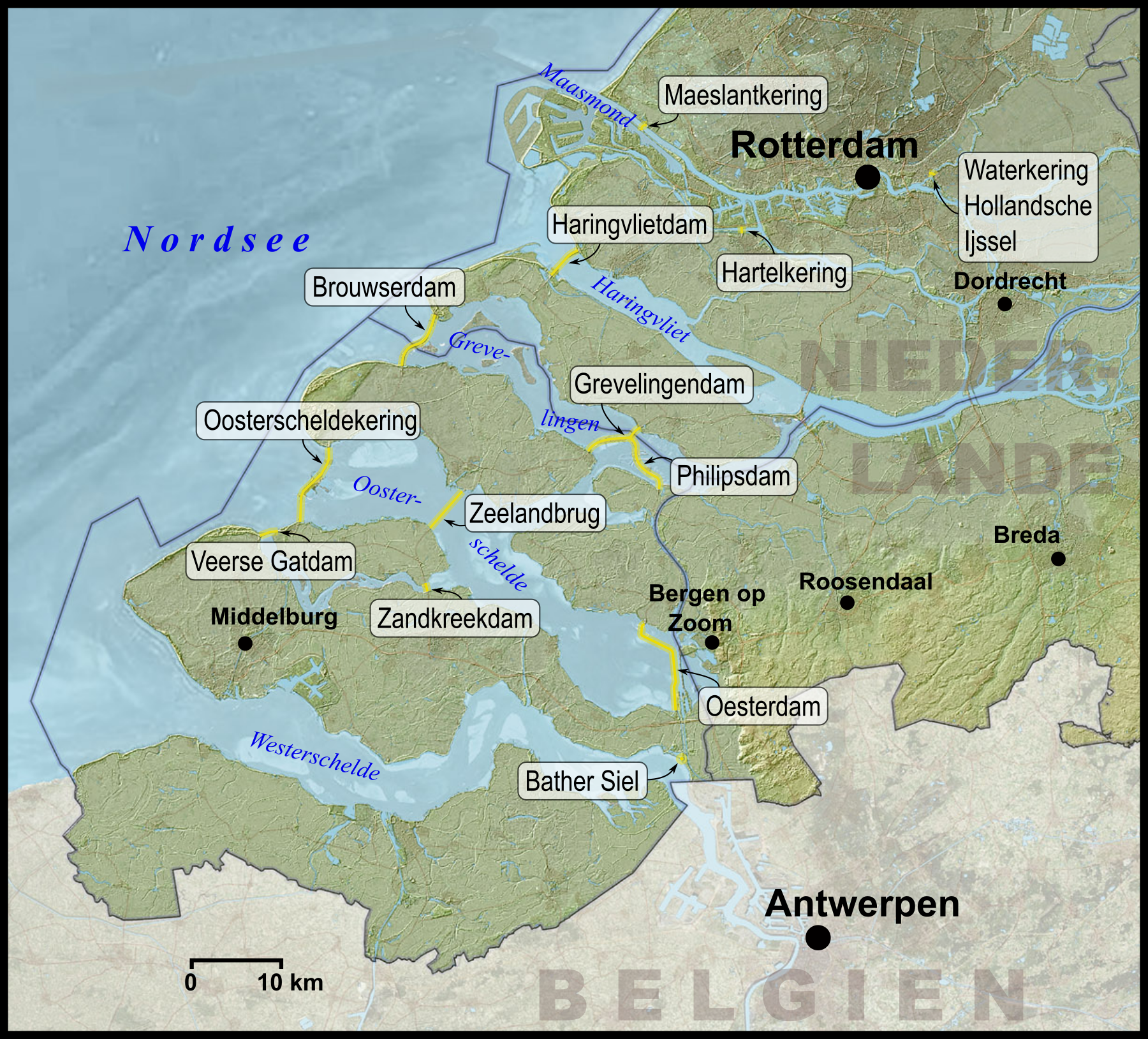
Los diques del Plan Delta

El Plan Delta (en neerlandés: Deltaplan y Deltawerken) es el proyecto de defensa contra el mar más grande del mundo. Este se ubica en el delta del Rin-Mosa-Escalda, en las costas de los Países Bajos. El proyecto consiste en una serie compuertas, esclusas, diques y barreras que fueron construidas entre 1954 y 1997.
La construcción del Plan Delta llevó varios años. El plan inicial se terminó en 4 de octubre de 1986, siendo inaugurado oficialmente por la reina Beatriz, pero a este se le agregó una nueva fase conocida como Europoortkering, que fue terminada en 1997. Además el levantamiento de todos los diques, cumpliendo con el estándar neerlandés, llevó 13 años más, terminando finalmente en 2010. Su construcción ha favorecido a la navegación, protegiendo el activo puerto de Róterdam. Además controla el nivel de mar y sirve de barrera contras las tormentas del mar del Norte.
El Plan Delta, junto al Plan Zuiderzee, ha sido declarado una de las siete maravillas del mundo moderno por la Sociedad Estadounidense de Ingenieros Civiles.

## Antecedentes

El Plan Zuiderzee.

### Plan Zuiderzee
El Plan Zuiderzee (en neerlandés: Zuiderzeewerken) fue un proyecto de drenaje y creación de pólderes en el Zuiderzee. Este se compone de una serie de represas y diques. Su principal propósito es proteger a los Países Bajos contra las inundaciones y ganar tierra al mar para la agricultura.
El proyecto del drenar el Zuiderzee fue propuesto en 1667 por Hendrik Stevin, pero fue a finales del siglo XIX cuando tomó fuerza. Cornelis Lely construyó en 1891 una gran presa que unía el norte de Holanda Septentrional con la costa occidental de Frisia, esta fue la base para el Plan Zuiderzee. En 1913 Lely consiguió el apoyo de la reina Guillermina, desarrollando planes para encerrar la bahía y poder obtener el control de ella. Además la escasez de alimentos durante la Primera Guerra Mundial atrajo la atención de los neerlandeses, que brindaron su apoyo al proyecto.
Es considerado el proyecto de ingeniera hidráulica más importante hecho en los Países Bajos en el siglo XX.

### Inundación del Mar del Norte de 1953
La Inundación del mar del Norte de 1953 (en neerlandés: Watersnood van 1953, en inglés: North Sea flood of 1953), conocido como «el desastre» en los Países Bajos y Bélgica, fue una gran inundación causada por una tormenta ocurrida entre el 31 de enero y 1 de febrero de 1953.
La inundación afectó a las costas de los Países Bajos, Bélgica y el Reino Unido. Las consecuencias a causas del aumento del nivel de mar fueron desastrosas: más de 2500 muertos (1800 de ellos eran neerlandeses), 160 000 hectáreas de tierra inundadas, miles de cabezas de ganado ahogadas y cientos de edificios destruidos o dañados. Es considerada la mayor inundación ocurrida en el Mar del Norte durante el siglo XX.

## Historia

### La idea
A lo largo de los siglos el delta del Rin-Mosa-Escalda sufrió varias inundaciones. Después de la construcción Afsluitdijk, el cual forma parte del Plan Zuiderzee, los neerlandeses empezaron a estudiar la construcción de diques y se desarrollaron planes para acortar la línea costera, con lo cual sería necesario reforzar menos diques.
Debido a la indecisión y a la Segunda Guerra Mundial se tomaron pocas medidas sobre los planes de reforzar y acortar las costas del Países Bajos. En 1950 se represaron dos pequeñas brechas del delta, Brielse Gat, cerca de Brielle y Botlek, cerca de Vlaandingen. En 1953, después de la inundación del Mar del Norte, se creó la comisión Delta para desarrollar un plan para evitar futuras inundaciones de las mismas magnitudes (de hecho solo en los Países Bajos causó 1 835 muertos, 10 000 cabezas de ganado ahogadas, 4500 edificios destruidos y 70 000 evacuados). El Plan Delta fue imaginado particularmente por Johan van Veen.
A diferencia del Plan Zuiderzee, el objetivo del Plan Delta era proteger las costas ante las tormentas e inundaciones. Este plan exigía la colaboración entre el gobierno, las autoridades provinciales, las autoridades municipales y las instituciones marítimas. El plan inicial consistía en bloquear las desembocaduras del Escalda oriental, Haringvliet y Grevelingen. Esto reducía la longitud de diques expuestos al mar en 700 kilómetros. Las bocas del Nieuwe Waterweg y Escalda Occidental debían permanecer abiertas debido a las importantes ruta marítimas de los puertos de Róterdam y Amberes. Los diques a lo largo de estas vías debían aumentarse y fortalecerse. Las obras se combinarían con estructuras viales y fluviales para mejorar la economía en la Provincia de Zelanda y mejorar las conexiones entre los puertos neerlandeses.

### Ley Delta e implementación del proyecto
La Comisión Delta se reunió poco después de la inundación. Una parte importante del proyecto fue la investigación fundamental para encontrar una solución a largo plazo contra las futuras inundaciones. En lugar de analizar las inundaciones pasadas y un sistema de protección para que los edificios les hicieran frente, la Comisión Delta fue pionera en la creación de un marco conceptual para la creación de una norma para las futuras inversiones en sistemas de defensa.
El resultado de la investigación fueron los siguientes decretos:
- Se identificarán las principales áreas a protegerse ante las inundaciones. Estas se denominarán «zona de anillos de diques» porque estarán protegidas por un anillo de defensas marítimas primarias.
- El costo de las inundaciones se evalúa utilizando un modelo estadístico que involucra daños a la propiedad, pérdidas en la producción y pérdidas de vida humana.
- A propósito del modelo estadístico, cada vida humana será evaluada en 2,2 millones de euros.
- Se calcularán la posibilidades de una inundación dentro del área dada. Esto se hará utilizando los datos de un laboratorio de simulación de inundaciones especialmente diseñado para tal función, además de los datos estadísticos empíricos sobre las propiedades y distribución de las olas del mar. También se tendrá en cuenta el comportamiento de las tormentas y mareas vivas.

La «zona de anillos» más importante está ubicada en las costas de Holanda Meridional, lugar donde viven más de cuatro millones de personas (la mayoría de las cuales viven por debajo del nivel normal de mar). Las pérdidas humanas en una inundación en los Países Bajos serían catastróficas, pues las tormentas del Mar del Norte suelen ser rápidas, dando poco tiempo para tomar acciones y la evacuación completa no es una opción a causa de la gran cantidad de personas que viven en las costas neerlandesas.
La comisión estableció inicialmente un riesgo de falla de «cada anillo de diques» sería de una por cada 125 000 años. Sin embargo se descubrió que el costo de construcción sería demasiado alto y que no podría ser sufragado por el país. Fue entonces cuando se establecieron una serie de «riesgos aceptables» por región:
- Holanda Septentrional y Meridional (excluyendo Wienringermeer): 1 por cada 10 000 años.
- Otras áreas con riesgo de inundación: 1 por cada 4000 años.
- Áreas de transición entre las tierras bajas y las altas: 1 por cada 2000 años.

Las inundaciones de los ríos causan menos daños que inundaciones de agua salada, las cuales provocan daños a largo plazo en las tierras agrícolas. A las áreas con riesgo de inundación por ríos se le asignó un riesgo aceptable más alto. Las inundaciones de los ríos también tienen un tiempo de advertencia más prolongado, lo que produce un número menor de muertes. 
- Holanda Meridional: el riesgo de inundación por río será una por cada 1 250 años.
- Otras áreas en riegos de inundación: 1 por cada 250 años

Otras de las recomendaciones fueron:
- El dique de Schouwen en Duiveland debe sobresalir 5 metros sobre el nivel del mar y no 3.5 como se planeó originalmente.
- La barrera del IJssel Holandés tendrá que ser efectiva rápidamente (la Comisión Delta recomendó inicialmente una presa anti-tormenta, pues la ponderación de los diques era más cara y además la construcción de este tipo de barrera era más rápida. La barrera se comenzó a construir un año después del planteamiento del proyecto).
- Se debe garantizar el cierre de las entradas marítimas de Zelanda (de norte a sur), el Haringvliet, Trou Brouwershavense, Escalda Oriental y el Veerse Gat.
- Es necesario el cierre del Veerse Gat y el Zandreek.

Estos riesgos aceptables y recomendaciones fueron establecidos en la ley delta (en neerlandés: Deltawet). Esta ley requería el apoyo del gobierno, para mantener los riesgos de inundaciones dentro de los límites y que se mejoraran las defensas en caso de que se requiriese Estos decretos fueron incorporados en las ley del agua (waterwet), que entró en vigor el 22 de diciembre de 2009.
El Plan Delta debía implementarse en un período de 25 años y su precio en ese entonces oscilaba los 1.5 y 2 mil millones de florines neerlandeses (de 680 a 900 euros)

### Modificaciones

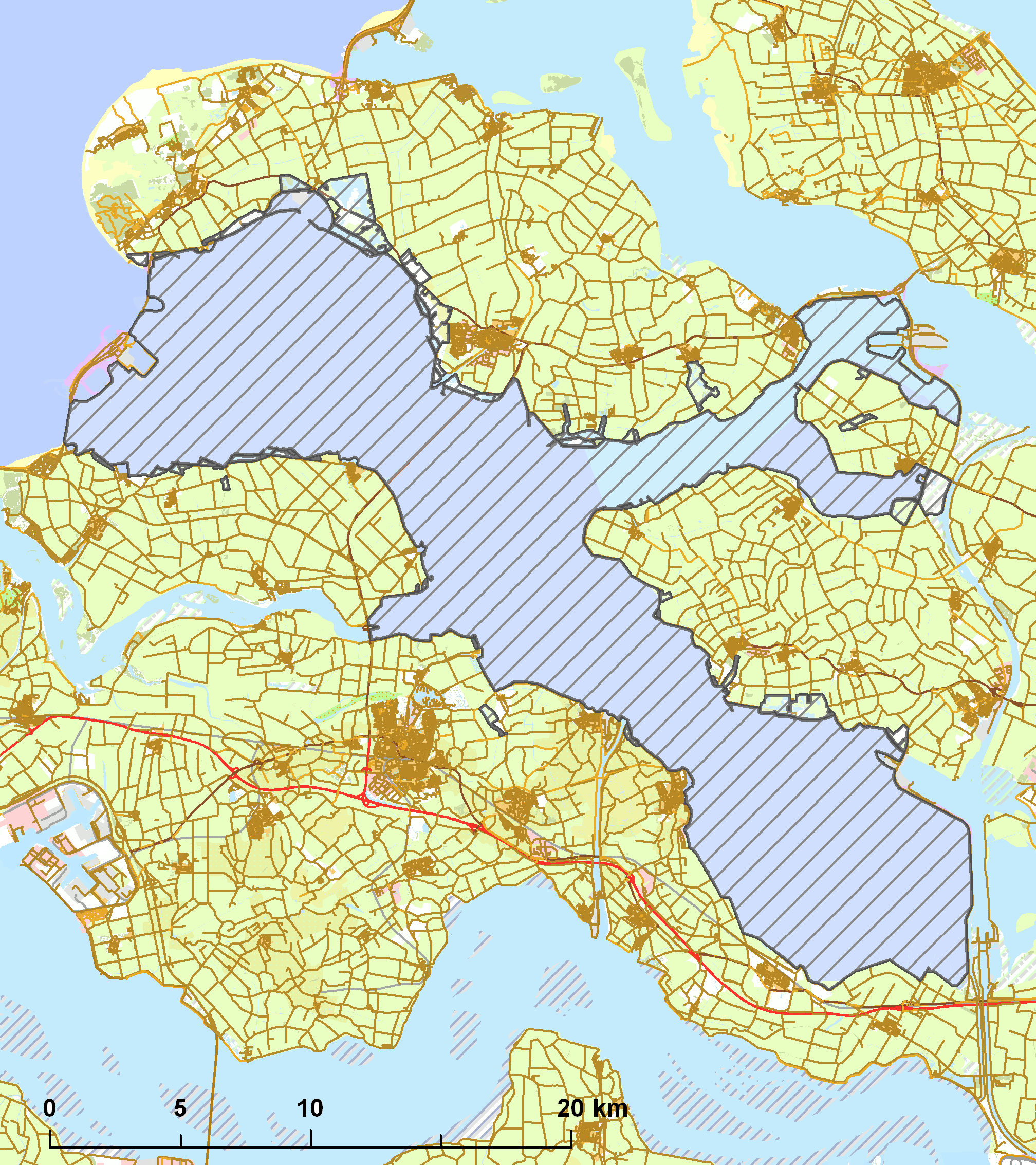
El parque nacional del Escalda Oriental (el Plan Delta pretendía cerrar toda esta área).

Durante la ejecución de las obras se realizaron diversas modificaciones debido a la presión pública. En el Nieuwe Waterweg el reforzamiento y ampliación de los diques requería derribar varios edificios históricos, haciendo difícil llevar a cabo el proyecto. Fue por esto que el plan tuvo que se cambiado para la construcción de una barrera contra las marejadas ciclónicas (la barrera de Maeslant) y los diques fueron construidos solo en algunos sitios de los que se habían planeado.
El Plan Delta tenía originalmente planeado crear un lago artificial, el Zeeuwse Meer (Mar de Zelanda). La construcción de este lago habría causado una gran destrucción ambiental en el Escalda Oriental, con la pérdida total de su ecosistema de agua salada y por consecuencia dejando sin trabajo a los recolectores de ostras. Los ambientalistas y pescadores se unieron para evitar la creación del Mar de Zelanda, persuadiendo a los Estados Generales de los Países Bajos de enmendar el plan original. En lugar de represar completamente el estuario, decidió construir una barrera contra las marejadas ciclónicas (la barrera del Escalda Oriental), la cual se puede cerrar en caso de peligro.
La barrera del Escalda Oriental se cierra solamente cuando el nivel del mar sube 3 metros. En condiciones normales esta barrera está abierta y el agua salada entra y sale con la marea. Como resultado de los cambios los débiles diques alrededor del área del proyecto debían fortalecerse. Las conexiones entre el Escalda Oriental y el Haringvliet tuvieron que ser cortadas para limitar los efectos de la salinidad. Se necesitaron presas y esclusa adicionales en la parte este para crear una ruta marítima entre los puertos de Róterdam y Amberes. Dado que la activación de la barrera tiene efectos sobre el ambiente, la pesca y la gestión del agua, la decisión de sobre su cierre se toma cuidadosamente. También la seguridad de los diques circundantes se ve afectada por la barrera.
En un intento por restaurar y preservar el sistema natural rodeado por los diques y las barreras, el concepto «construir con la naturaleza» se introdujo en las actualizaciones del Plan Delta realizadas en 2008. El nuevo plan de gestión integrada del agua no solo cuenta con protección contra inundaciones, sino que también mejora la calidad del agua, incrementa la industria del ocio, actividades económicas, transporte marítimo e intenta proteger el medio ambiente y la naturaleza. Las mejoras realizadas al plan intentan buscar alternativas amigables con la naturaleza, en un intento de proteger el estuario, mientras se sigue protegiendo a los Países Bajos de las inundaciones. Además los componentes de la construcción de los refuerzos están diseñados de manera que apoyan la formación de ecosistemas completos. Como parte de la revisión, el proyecto de Espacio para el río permitió que la naturaleza ocupara espacio al bajar o ensanchar el lecho de los ríos y estuarios. Con el fin de poner en acción el proyecto, el estuario del escalda oriental y sus alrededores se convirtieron en el parque nacional del Escalda Oriental, las tierras agrícolas excavadas se utilizaron para la vegetación silvestre y en los lagos y desvíos recién excavados se crearon hábitats para peces y aves. A lo largo de la costa se agrega arena natural cada año para permitir que la arena sople libremente a través de las dunas, en lugar de mantener las dunas en su lugar con vegetación plantada o revestimientos. Aunque el nuevo plan trajo consigo un costo adicional, fue recibido favorablemente. Las reconsideraciones del Plan Delta indicaron la creciente importancia de integrar las evaluaciones del impacto ambiental en la formulación de políticas.

### Ejecución

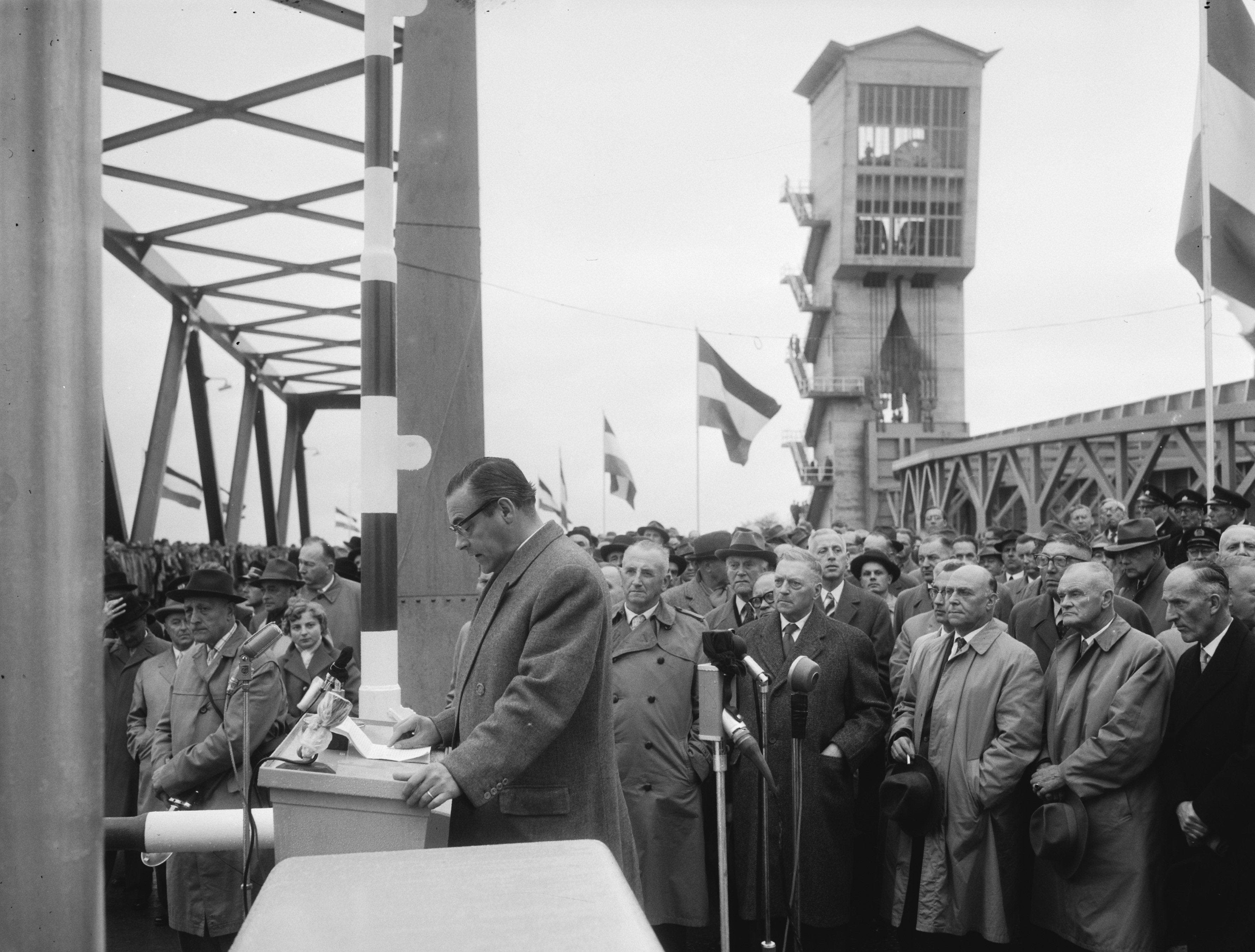
Inauguración de la Barrera del IJssel Holandés el 22 de octubre de 1958

El 22 de octubre de 1958 fue inaugurada la Barrera del IJssel Holandés por el ministro neerlandés Herman Witte. El objetivo de esta barrera era proteger el este de los Países Bajos, especialmente la Randstad. En 1961 se cerraron los canales del Veerse Gat y Zandkreek, como resultado de esto se creó el Lago Veerse (Veerse Meer).
En la desembocadura del Haringvliet se construyó un complejo de esclusa para la eliminación del agua sobrante del Rin. Este puede abrirse durante el invierno. Solamente se permite el paso de agua salada al Haringvliet en casos de emergencia. En 1971 se terminaron de construir las presas del Haringvliet y del Brouwers.
El plan original del Plan Delta era cerrar el Escalda oriental. Sin embargo el proyecto resultaba desastroso para el medioambiente. En 1976 el gobierno neerlandés ordenó la construcción de la Barrera del Escalda oriental (Oosterscheldekering), que puede ser abierta para permitir el libre paso del agua salada, manteniendo la flora y la fauna marina de la zona. Esta barrera cuenta con sesenta y dos compuertas hidráulicas de 40 metros cada una. El coste final de la barrera fue de 2,5 millones de euros.

## Importancia
El objetivo principal del Plan Delta evitar las inundaciones en los Países Bajos. Cerca de un 17% del territorio del país se encuentra cubierto por el mar.

## Obras del Plan Delta
| Imagen | Proyecto                                    | Proyecto             | Construcción | Construcción | Función                 | Ubicación        |
| Imagen | Nombre en español                           | Nombre en neerlandés | Inicio       | Finalización | Función                 | Ubicación        |
| ------ | ------------------------------------------- | -------------------- | ------------ | ------------ | ----------------------- | ---------------- |
|        | Barrera antinundaciones del IJssel Holandés | Algerakering         | 1954         | 1958         | Barrera antitormenta    | IJssel Holandés  |
|        | Barrera de Sand Creek                       | Zandkreekdam         |              |              | Barrera                 |                  |
|        | Barrera del Escalda Oriental                | Oostercheldekering   | 1960         | 1986         | Barrera antinundaciones | Escalda Oriental |